# Lucyna Kałużna-Bek
Lucyna Kałużna-Bek (ur. 30 czerwca 1953 w Łodzi) – polska koszykarka, multimedalistka mistrzostw Polski, reprezentantka Polski.

## Kariera sportowa
Jako zawodniczka Społem Łódź była reprezentantką Polski juniorek. W latach 1970–1983 była zawodniczką ŁKS Łódź, gdzie prowadził ją m.in. Józef Żyliński. Ze swoim klubem zdobyła pięć tytułów mistrzyń Polski (1972, 1973, 1974, 1982), dwa tytuły wicemistrzowskie (1971, 1975) i pięć brązowych medali mistrzostw Polski (1976, 1978, 1979, 1980, 1981, 1982). Sezon 1974/1975 opuściła z uwagi na urlop macierzyński. W 1974 wystąpiła na mistrzostwach Europy, zajmując z reprezentacją Polski 9 miejsce.
Jest żoną byłego kolarza i trenera Andrzeja Beka, z którym mieszka w USA.

## Osiągnięcia
Drużynowe
- Mistrzyni Polski (1972–1974, 1982)
- Wicemistrzyni Polski (1971, 1975, 1977)
- Brązowa medalistka mistrzostw Polski (1976, 1978–1981)
- Zdobywczyni pucharu:
  - Polski (1976, 1978)
  - CRZZ (1972)
- Finalistka pucharu:
  - Polski (1981, 1982)
  - CRZZ (1971)
- Uczestniczka rozgrywek pucharu:
  - Europy Mistrzyń Krajowych (1972–1975)
  - Ronchetti (1976/77, 1978/79)

Reprezentacja
- Uczestniczka mistrzostw Europy (1974 – 9. miejsce)